# Ковардак Параскевія Іванівна
Параскевія Іванівна Ковардак (17 жовтня 1913, станиця Канеловська Старомінської волості Єйського відділу  Кубанської області, тепер Старомінського району Краснодарського краю, Російська Федерація — 22 листопада 2000, Ленінський міський округ Московської області Російська Федерація) — радянська діячка, зачинателька стахановського руху в сільському господарстві, трактористка Канеловської МТС Азово-Чорноморського (Краснодарського) краю. Делегат Надзвичайного VIII з'їзду Рад СРСР (1936). Депутат Верховної Ради СРСР 1-го скликання. Герой Соціалістичної Праці (22.09.1975).

## Біографія
Народилася в селянській родині. З 1929 року працювала в колгоспі. У 1931 році закінчила курси трактористів.
З 1931 року працювала на тракторі ЧТЗ у Канелівській машинно-тракторній станції (МТС). З 1935 до 1937 року очолювала першу на Кубані жіночу бригаду трактористок. Домоглася зі своїм напарником найвищого виробітку за посівний сезон 1937 року — 5143 га, виборовши перше місце у Всесоюзному соціалістичному змаганні тракторних бригад.
У 1937 році вступила до Московської сільськогосподарської академії імені Тимірязєва.
Член ВКП(б) з 1938 року.
Після закінчення академії працювала агрономом. Потім — бригадир рільницької бригади радгоспу імені Леніна Ленінського району Московської області.
Указом Президії Верховної Ради СРСР від 22 вересня 1975 року за великі заслуги у розвитку масового соціалістичного змагання, досягнення високої продуктивності праці, багаторічну діяльність по впровадженню передових методів роботи в сільському господарстві та у зв'язку з 40-річчям стаханівського руху Параскевії Іванівнї Ковардак присвоєно звання Героя Соціалістичної Праці з врученням ордена Леніна та золотої медалі «Серп і Молот».
Померла 22 листопада 2000 року в Ленінському міському окрузі Московської області. Похована на Мамоновському цвинтарі села Мамоново Ленінського міського округу Московської області.

## Родина
Чоловік — Павло Миколайович Павлов (1902—1985), працював директором радгоспу імені Леніна Ленінського району Московської області.

## Нагороди
- Герой Соціалістичної Праці (22.09.1975)
- орден Леніна (22.09.1975)
- орден Жовтневої Революції (8.04.1971)
- орден Трудового Червоного Прапора (30.12.1935)
- медаль «За доблесну працю у Великій Вітчизняній війні 1941—1945 рр.» (1945)
- медаль «За доблесну працю. В ознаменування 100-річчя з дня народження Володимира Ілліча Леніна» (1970)
- медалі